# MSI Wind
MSI Wind je značka netbooku od firmy MSI. Wind byl poprvé představen na výstavě CeBIT 2008 a první předobjednávky byly přijímány 9. května 2008.
Wind PC byl odpovědí firmy MSI na tehdy populární notebook ASUS Eee PC, který byl od počátku průkopníkem v oblasti subnotebooků a řada firem se pak snažila přijít s podobným řešením, kteeré by se uplatnilo na trhu laciných a miniaturních počítačů označovaných často také slovem "NetBooks".
Cena MSI Wind s předinstalovaným operačním systémem Linux se v českých obchodech v té době pohybovala na hranici 10 000 Kč bez DPH. V českých obchodech byla dostupná pouze varianta s větším 10" displejem.

## Technické vybavení

### Procesor
Procesor Intel Atom byl vyráběný 45nm technologií, která produkovala relativně energeticky velmi úsporná CPU. Procesor běžel na frekvenci 1,6 GHz (v případě napájení ze sítě až 1,9 GHz).

### Obrazovka
Wind byl vybaven 9 palcovým (Wind U90), nebo 10 palcovým (Wind U100) LCD displejem o rozlišení 1024x600 pixelů. Ve víku bude zakomponována webkamera s rozlišením 1.3 MPix.

### Paměť
Velikost operační paměti byla 1 GB, typ DDR2.

### Úložný prostor
Wind byl dodáván s 2,5" pevným diskem o kapacitě 80GB (nejednalo se o úsporné SSD disky, takže výdrž na baterie tím byla ovlivněna negativně).

### Konektivita
Bezdrátové připojení komponent a sítí umožnilo rozhraní Bluetooth a WiFi adaptér b/g (nikoliv tehdy nový standard "n").

## Operační systém
V základu byl Wind vybaven buď linuxovou distribucí SUSE nebo Windows XP (nikoliv Windows Vista), nicméně bylo možné provozovat celou řadu jiných linuxových distribucí (Ubuntu a další).

## OEM verze
Známy jsou 4 OEM verze Windu:
- Advent 4211 v UK[1]
- Medion Akoya Mini v Německu, Švýcarsku, Rakousku, Nizozemsku, Belgii, Dánsku a Španělsku (Medion Akoya Mini je lehce odlišná verze obsahující jinou WiFi kartu, neměla bluetooth a 1.3 megapixelovou webkameru)[1]
- V Japonsku měla distribuci na starost Mouse Computer
- Tsunami Moover T10 v Portugalsku
- Mivvy M310 v České republice[2] s 2GB RAM a 120GB HDD

Všechny OEM verze byly v jiných barvách než originální Wind, s výjimkou Tsunami Moover T10.